# Calzadilla
Calzadilla è un comune spagnolo di 546 abitanti situato nella comunità autonoma dell'Estremadura.